# Moses Oloya
Moses Oloya (Kampala, 22 de outubro de 1992) é um futebolista profissional ugandense que atua como meia.

## Seleção nacional
Moses Oloya representou o elenco da Seleção Ugandense de Futebol no Campeonato Africano das Nações de 2017.